# Урусово (Кимовский район)
Урусово — деревня в Кимовском районе Тульской области России.
В рамках административно-территориального устройства входит в Зубовский сельский округ Кимовского района, в рамках организации местного самоуправления входит в сельское поселение Новольвовское.

## География
Расположена в 3 км к северо-востоку от железнодорожной станции города Кимовска.
Деревня находится в восточной части Тульской области, в лесостепной зоне, в пределах Среднерусской возвышенности, на реке Карачаевка, на расстоянии примерно 1,2 километров (по прямой) к юго-востоку от города Кимовска, административного центра района.  

### Климат
Климат характеризуется как умеренно континентальный, с умеренно холодной зимой и тёплым летом. Среднегодовая многолетняя температура воздуха составляет +4 — +4,6°С. Средняя температура воздуха самого холодного месяца (января) — −10 °C (абсолютный минимум — −42 °C), средняя температура самого тёплого (июля) — +18,3 °С (абсолютный максимум — +38 °C). Безморозный период длится около 149 дней. Среднегодовое количество атмосферных осадков составляет 536 мм, из которых большая часть выпадает в тёплый период. Снежный покров держится в течение 130—145 дней. Среднегодовая скорость ветра составляет 3,6 м/с.

## Население
| 2002 | 2010 |
| ---- | ---- |
| 219  | ↘151 |

## Транспорт
Остановка общественного транспорта «Урусово»
на региональной автодороге 70К-206